# ویکتور کنوچ
ویکتور کنوچ (انگلیسی: Viktor Knoch؛ زادهٔ ۱۲ دسامبر ۱۹۸۹) اسکیت‌باز سرعت اهل مجارستان است.